# Gegantons de Sant Pere de les Puel·les
Els Gegantons de Sant Pere de les Puel·les són Alfons el Franc i Isabel de Portugal, una parella de gegantons vinculats a la parròquia de Sant Pere de les Puel·les. Les peces representen dos dels fills del rei Pere II el Gran i Constança de Sicília, els Gegants de Sant Pere de les Puel·les.
Són obra del mestre imatger Toni Mujal i van ser creats perquè els portessin els més joves de la colla. Les figures es van presentar el novembre del 2014. Tanmateix, de fet, l'Alfons és l'únic que és nou, perquè la Isabel ja hi era i la van remodelar completament.
El gegantó és l'infant Alfons el Franc, que va ser rei de la corona d'Aragó i comte de Barcelona entre el 1285 i el 1291. Va vestit amb la indumentària tradicional d'un noble del segle xiii –camisa ornamentada, capa llarga i una boina decantada– i a la mà hi duu un ram d'herbes silvestres.
Alfons és el germà gran d'Isabel, que va ser princesa d'Aragó i més tard, entre els anys 1282 i 1325, reina de Portugal. La nova gegantona substitueix la peça del 2003, que havia estat ideada per Jaume Castells, antic cap de colla i impulsor de la recuperació dels Gegants de Sant Pere de les Puel·les. En aquest cas es va optar per reconstruir del tot la gegantona i dotar-la d'un nou rostre, vestits i atributs. A la mà hi porta una clau en honor de Sant Pere, el patró de la parròquia, que sol anar caracteritzat amb aquest atribut.